# Jean Baptiste Camille Canclaux
Jean Baptiste Camille de Canclaux (Parigi, 2 agosto 1740 – Parigi, 27 dicembre 1817) è stato un generale francese, che combatté le guerre di Vandea.

## Biografia

### Carriera militare
Jean Baptiste studiò alla scuola di cavalleria di Besançon e nel 1756, appena sedicenne, si iscrisse come volontario al régiment de Fumel-cavalerie, esperienza che lo portò al primo titolo militare (1757). Durante la guerra dei sette anni, cui prese parte attiva, partecipò alla battaglia di Minden in seguito alla quale fu promosso al grado di capitano nel 1760.
In seguito scrisse e pubblicò un trattato intitolato Instruction à l'usage du régiment de dragons Conti. Nel 1768 divenne maggiore, nel 1773 maestro di campo con il grado di colonnello e il 10 marzo 1788 fu promosso maresciallo di campo. Nel 
1733 divenne membro dell'Ordine di San Luigi, istituito da re Luigi XIV.
Nel 1791 e nel 1792, nel clima acceso della rivoluzione francese, fu inviato in Bretagna per reprimere alcuni moti di insurrezione che si erano verificati nella regione e per evitare che ne sorgessero altri. In questa occasione ebbe la possibilità di dimostrare moderazione ed ottenne grandi successi presso Quimper.
Il 7 settembre 1792 fu nominato luogotenente generale e fu inviato presso Brest a regolare l'imbarco di truppe per la colonia di Saint-Domingue. La Convenzione Nazionale gli affidò il comando dell'armée de l'Ouest. Con soli 12.000 uomini si scontrò con 50.000 vandeani guidati da Jacques Cathelineau nella battaglia di Nantes: la battaglia si risolse favorevolmente per i rivoluzionari, che riuscirono a difendere Nantes. Dopo alcuni scontri vittoriosi (come la battaglia di Montaigu, dove sconfisse François-Athanase Charette de La Contrie), subì una sconfitta nella battaglia di Tiffauges, che comportò la sua esclusione da incarichi militari di rilievo. Si ritirò quindi nella sua tenuta di Château du Saussay, da dove fu richiamato nel 1794 per ottenere il controllo generale dell'armata dell'Ovest. Dopo lo sbarco a Quiberon, tentativo inglese di portare aiuti in Vandea, inviò uomini di supporto al generale Lazare Hoche. Ne 1795 prese congedo definitivamente dall'esercito.

### Carriera amministrativa
Nel 1796 fu inviato come ambasciatore presso la corte di Napoli; dopo il colpo di Stato del 18 brumaio appoggiò l'ascesa di Napoleone Bonaparte. Divenuto console, Napoleone gli diede incarichi in Normandia.
Nel 1800 divenne ispettore-generale di cavalleria, ed in seguito entrò a far parte del Senato. Dal 1806 al 1807 fu nominato comandante generale della Guardia Nazionale della Senna Marittima e del Somme. Nel 1808 gli fu conferito il titolo di conte dell'Impero. Nel 1814 espresse il voto favorevole all'allontanamento di Napoleone dalla Francia.
Con la restaurazione borbonica e l'avvento sul trono di Luigi XVIII fu fatto pari di Francia. Napoleone, nell'avventura dei Cento giorni lo confermò in tale carica, ma Canclaux rifiutò di appoggiarlo una seconda volta. Nel 1815, il 10 agosto, votò favorevolmente alla la fucilazione del maresciallo Michel Ney. Due anni dopo, nel 1817 morì ed il suo nome è stato inciso nell'Arco di Trionfo di Parigi.

## Araldica
|  |

|  |